# De tant bategar se m'ha parat el cor
De tant bategar se m'ha parat el cor (títol original en francès: De battre mon cœur s'est arrêté) és una pel·lícula francesa de 2005 dirigida per Jacques Audiard i protagonitzada per Romain Duris. El títol fa referència la cançó La Fille du Pére Noël de Jacques Dutronc. i el guió va ser escrit per Audiard en col·laboració amb Tonino Benacquista, els quals ja havien treballat junts a la pel·lícula Sur mes lèvres. La pel·lícula es va doblar al català.
La pel·lícula és un remake de Fingers, dirigida per James Tobacks el 1978. Es va estrenar el 17 de febrer de 2005 al Festival Internacional de Cinema de Berlín, on va guanyar l'Os de Plata a la millor banda sonora. Així mateix, també va guanyar el premi BAFTA a la millor pel·lícula de parla no anglesa i va aconseguir vuit Premis César.

## Argument
Thomas Seyr, un jove de 28 anys dotat per la música, va deixar les seves aspiracions musicals de banda amb la mort de la seva mare, pianista professional. De llavors ençà, Tom es guanya la vida executant els bruts encàrrecs que li passa el seu mafiós pare, involucrat en foscos negocis immobiliaris. Entre el seu quotidià repertori de tasques hi ha el d'introduir rates als edificis, tallar l'aigua i la llum dels immobles o expulsar a immigrants i ocupes emprant mètodes dissuasius i l'ús de la violència.
Un dia, un casual reencontre amb l'exmànager de la seva mare, que al recordar-se del seu gran talent l'invita a passar una audició, fa renéixer a Tom la seva oblidada passió per la música i, cansat de l'univers violent al qual el seu pare l'ha abocat, decideix reempredre les classes de piano per tal de seguir els passos de la seva difunta mare.
Tom escull una estudiant xinesa com a professora de piano que l'ha d'ajudar a superar l'audició. Això no obstant, deslliurar-se del seu turbulent present no es revela com a una tasca fàcil i els perillosos negocis en els quals es veu involucrat el seu pare, que acaba perdent la vida assassinat per un mafiós rus, no són més que entrebancs que obstrueixen les seves aspiracions a canviar de vida.

## Repartiment
| Intèrpret        | Personatge                    |
| ---------------- | ----------------------------- |
| Romain Duris     | Thomas Seyr                   |
| Niels Arestrup   | Robert Seyr, pare de Thomas   |
| Jonathan Zaccaï  | Fabrice                       |
| Gilles Cohen     | Sami                          |
| Linh Dan Pham    | Miao Lin, professora de piano |
| Jian-Zhang       | Jean-Pierre, amic de Miao Lin |
| Aure Atika       | Aline                         |
| Emmanuelle Devos | Chris                         |
| Anton Iàkovlev   | Minskov, mafiós rus           |
| Mélanie Laurent  | xicota de Minskov             |
| Agnès Aubé       | senyora                       |
| Sandy Whitelaw   | Mr. Fox                       |
| Emmanuel Finkiel | Professora del conservatori   |

## Premis i nominacions

### Premis
- 2005. Os d'Argent a la millor música per Alexandre Desplat
- 2006. BAFTA a la millor pel·lícula de parla no anglesa
- 2006. César a la millor pel·lícula
- 2006. César al millor director per Jacques Audiard
- 2006. César al millor actor secundari per Niels Arestrup
- 2006. César a la millor actriu revelació per Linh Dan Pham
- 2006. César al millor guió adaptat per Jacques Audiard i Tonino Benacquista
- 2006. César a la millor fotografia per Stéphane Fontaine
- 2006. César a la millor música original per Alexandre Desplat
- 2006. César al millor muntatge per Juliette Welfling

### Nominacions
- 2005. Os d'Or
- 2006. César al millor actor per Romain Duris
- 2006. César al millor so per Brigitte Taillandier, Pascal Villard, Cyril Holtz i Philippe Amouroux